# Zecchino d'Oro 2022
Il sessantacinquesimo Zecchino d'Oro si è svolto a Bologna, ed è stato trasmesso dal 22 al 24 dicembre 2022.
L'edizione è stata presentata per le prime due puntate da Francesca Fialdini e Paolo Conticini e per la puntata finale da Carlo Conti, direttore artistico per la sesta volta consecutiva.
La sigla è stata Jingle Bell Rock cantata dal Piccolo Coro dell'Antoniano insieme ai conduttori per le prime due giornate, mentre l'ingresso del conduttore Carlo Conti all'inizio della puntata finale è stato accompagnato dal sottofondo musicale di Superbabbo, brano vincitore della scorsa edizione.
Per la prima volta nella sua storia, lo Zecchino d'Oro si è svolto nella quarta settimana del mese di dicembre, con la finale il giorno della vigilia di Natale; originariamente la rassegna era prevista dal 2 al 4 dicembre, ma è stata ricollocata nei giorni a ridosso del Natale per lasciare lo spazio ai mondiali di calcio.
Nella compilation del 65º Zecchino d'Oro, uscita nei digital store, nei negozi e nelle edicole il 2 dicembre, oltre alle canzoni in gara, è presente anche la bonus track Connessi (Testo: Alessio Zini, Sara Casali/Musica: Alessandro Visintainer) che affronta il tema dell'educazione digitale, un progetto in collaborazione con CoopVoce.
In questa edizione, fra gli autori ci sono Eugenio Cesaro, Enrico Ruggeri, Virginio, Checco Zalone, Cesareo, Deborah Iurato e Margherita Vicario.

## Brani in gara
- Ci vuole pazienza (Testo: Carmine Spera, Flavio Careddu/Musica: Valerio Baggio) – Beatrice Marcello (4 anni) ed Elia Pedrini (9 anni)
- Come King Kong (Testo: Gianluca Giuseppe Servetti, Margherita Vicario/Musica: Gianluca Giuseppe Servetti, Margherita Vicario) – Giulia Baccaro (10 anni)
- Gioca con me papà (Testo: Enrico Ruggeri/Musica: Enrico Ruggeri) – Gioele Frione (8 anni)
- Giovanissimo papà (Testo: Antonio Iammarino, Luca Medici/Musica: Antonio Iammarino, Luca Medici) – Giorgia Nocentini (8 anni)
- Il maglione (Testo: Filippo Pascuzzi/Musica: Filippo Pascuzzi, Davide Civaschi) –  Massimiliano Peralta (7 anni)
- Il mondo alla rovescia (Testo: Maurizio Festuccia/Musica: Francesco Stillitano) – Susanna Marchetti (10 anni)
- Il panda con le ali (Testo: Daniele Coro, Virginio Simonelli/Musica: Daniele Coro, Virginio Simonelli) – Mariapaola Chiummo (7 anni)   (1º posto)
- L'acciuga raffreddata (Testo: Antonio Buldini, Franco Fasano/Musica: Antonio Buldini, Franco Fasano) – Eleonora Busacca (6 anni)
- L'orso col ghiacciolo (Testo: Mario Gardini/Musica: Giuseppe De Rosa) – Benedetta Morzetta (8 anni) (3º posto)
- La canzone della settimana (Testo: Eugenio Cesaro/Musica: Eugenio Cesaro) – Chiara Paumgharden (9 anni) (2º posto)
- Mambo rimambo (Testo: Andrea Casamento, Gianfranco Grottoli, Andrea Vaschetti/Musica: Andrea Casamento, Gianfranco Grottoli, Andrea Vaschetti) – Frida Ruggeri (8 anni)
- Mettiamo su la band (Testo: Davide Capotorto, Roberto Palmitesta/Musica: Alessandro Augusto Fusaro, Giuseppe Carlo Biasi) – Ferdinando Catapano (9 anni)
- Mille fragole (Testo: Massimo Zanotti, Deborah Iurato/Musica: Massimo Zanotti) – Maryam Pagliarone (9 anni)
- Zanzara (Testo: Luca Angelosanti/Musica: Francesco Morettini) - Francesco Berretti (5 anni), Diana Giorcelli (6 anni) e Olga Gorgone (7 anni)

## Programma

### Giovedì 22 dicembre
- Ascolto delle prime 7 canzoni in gara e votazioni da parte di una giuria composta da 20 bambini in studio.
- Ascolto delle altre 7 canzoni in gara tramite highlights.
- Gli atleti paralimpici Giulia Ghiretti e Francesco Bocciardo, e il nuotatore Giorgio Minisini, si esibiscono nel brano "Ognuno è Campione" con il Piccolo Coro dell'Antoniano.
- I conduttori si esibiscono in alcune sfide.
- Il Grande Mago si esibisce in alcuni giochi di magia.

| Ordine d'uscita | Canzone                    | Interprete                      | Punteggio della giuria | Posizione |
| --------------- | -------------------------- | ------------------------------- | ---------------------- | --------- |
| 1               | Il mondo alla rovescia     | Susanna Marchetti               | 185                    | 3         |
| 2               | Il panda con le ali        | Mariapaola Chiummo              | 189                    | 2         |
| 3               | Il maglione                | Massimiliano Peralta            | 180                    | 5         |
| 4               | L'orso col ghiacciolo      | Benedetta Morzetta              | 181                    | 4         |
| 5               | La canzone della settimana | Chiara Paumgardhen              | 193                    | 1         |
| 6               | Ci vuole pazienza          | Beatrice Marcello, Elia Pedrini | 178                    | 7         |
| 7               | Giovanissimo papà          | Giorgia Nocentini               | 179                    | 6         |

### Venerdì 23 dicembre
- Ascolto delle rimanenti 7 canzoni in gara e votazioni da parte di una giuria composta da 20 bambini in studio.
- Ascolto delle prime 7 canzoni in gara tramite highlights.
- I Conduttori si esibiscono in alcune sfide.
- Il Grande Mago si esibisce in alcuni giochi di magia.

| Ordine d'uscita | Canzone               | Interprete                                        | Punteggio della giuria | Posizione |
| --------------- | --------------------- | ------------------------------------------------- | ---------------------- | --------- |
| 1               | Zanzara               | Francesco Berretti, Diana Giorcelli, Olga Gorgone | 173                    | 6         |
| 2               | Mambo rimambo         | Frida Ruggeri                                     | 178                    | 3         |
| 3               | Gioca con me papà     | Gioele Frione                                     | 175                    | 4         |
| 4               | L'acciuga raffreddata | Eleonora Busacca                                  | 168                    | 7         |
| 5               | Mille fragole         | Maryam Pagliarone                                 | 174                    | 5         |
| 6               | Mettiamo su la band   | Ferdinando Catapano                               | 186                    | 1         |
| 7               | Come King Kong        | Giulia Baccaro                                    | 182                    | 2         |

### Sabato 24 dicembre
- Ascolto delle 14 canzoni in gara e votazioni da parte di una giuria composta da 20 bambini in studio e da 5 giudici d'eccezione: Cristina D'Avena, Francesca Fialdini e Paolo Conticini, Ninna e Matti; la giuria dei grandi vota in segreto. Vengono proclamate le prime tre classificate, mentre tutte le altre sono considerate quarte classificate a pari merito.
- Cristina D'Avena si esibisce in un medley natalizio: All I want for Christmas is you, Il Natale arriva in città, Jingle bell rock.

| Ordine d'uscita | Canzone                    | Interprete                                        | Giuria dei bambini | Voto del Piccolo Coro | Voto della Galassia dell'Antoniano | Punteggio di puntata | Punteggio totale parziale | Posizione finale |
| --------------- | -------------------------- | ------------------------------------------------- | ------------------ | --------------------- | ---------------------------------- | -------------------- | ------------------------- | ---------------- |
| 1               | Mettiamo su la band        | Ferdinando Catapano                               | 175                | 8                     | 8                                  | 191                  | 377                       | 4 ex aequo       |
| 2               | Gioca con me papà          | Gioele Frione                                     | 169                | 8                     | 7                                  | 184                  | 359                       | 4 ex aequo       |
| 3               | La canzone della settimana | Chiara Paumgardhen                                | 180                | 10                    | 9                                  | 199                  | 392                       | 2                |
| 4               | Zanzara                    | Francesco Berretti, Diana Giorcelli, Olga Gorgone | 156                | 7                     | 7                                  | 170                  | 343                       | 4 ex aequo       |
| 5               | Come King Kong             | Giulia Baccaro                                    | 165                | 10                    | 8                                  | 183                  | 365                       | 4 ex aequo       |
| 6               | L'acciuga raffreddata      | Eleonora Busacca                                  | 170                | 6                     | 7                                  | 183                  | 351                       | 4 ex aequo       |
| 7               | Il mondo alla rovescia     | Susanna Marchetti                                 | 167                | 10                    | 9                                  | 186                  | 371                       | 4 ex aequo       |
| 8               | Mambo rimambo              | Frida Ruggeri                                     | 175                | 8                     | 8                                  | 191                  | 369                       | 4 ex aequo       |
| 9               | Mille fragole              | Maryam Pagliarone                                 | 179                | 10                    | 8                                  | 197                  | 371                       | 4 ex aequo       |
| 10              | L'orso col ghiacciolo      | Benedetta Morzetta                                | 193                | 9                     | 9                                  | 211                  | 392                       | 3                |
| 11              | Giovanissimo papà          | Giorgia Nocentini                                 | 182                | 8                     | 7                                  | 197                  | 376                       | 4 ex aequo       |
| 12              | Ci vuole pazienza          | Beatrice Marcello, Elia Pedrini                   | 175                | 8                     | 6                                  | 189                  | 367                       | 4 ex aequo       |
| 13              | Il panda con le ali        | Mariapaola Chiummo                                | 192                | 9                     | 10                                 | 211                  | 400                       | 1                |
| 14              | Il maglione                | Massimiliano Peralta                              | 181                | 7                     | 6                                  | 194                  | 374                       | 4 ex aequo       |

### Ospiti
- Ninna e Matti
- Grande Mago

#### Giuria per la finale
- Cristina D'Avena
- Francesca Fialdini
- Paolo Conticini
- Ninna e Matti

## Ascolti
| Puntata    | Messa in onda    | Telespettatori | Share  |
| ---------- | ---------------- | -------------- | ------ |
| 1          | 22 dicembre 2022 | 1 809 000      | 17,10% |
| 2          | 23 dicembre 2022 | 1 728 000      | 16,40% |
| 3 - Finale | 24 dicembre 2022 | 2 009 000      | 17,30% |
| Media      | Media            | 1 849 000      | 16,93% |